# Benet de Tocco
Benet de Tocco O.S.B. (Nápoles, 1510-Montserrat, 31 de enero de 1585) fue un monje benedictino, abad del monasterio de Montserrat, obispo de Vic, de Gerona y de Lérida, además de desempeñar otros cargos políticos.

## Biografía
De nacimiento se llamaba Marco Antonio Tocco, y provenía de la familia de los antiguos déspotas de Epiro. Vivió en la corte de Carlos I de España. Visitó Montserrat y profesó como monje benedictino en 1542 con el nombre de Benet. Muy pronto adquirió renombre en la comunidad y en 1552 Alonso de Burgos le dedicó la obra De immensis Dei beneficiis. Fue elegido abad para el período de 1556 a 1559, y su gobierno quedó marcado por el inicio del cierre de la clausura, el establecimiento de la enfermería de los donantes y la restauración del Monasterio de Santa Cecília de Montserrat; reelegido para el trienio 1562-1564, continuó la obra de la iglesia, que había iniciado su predecesor el abad Garriga. Desde esta posición asistió a las cortes de Barcelona-Monzón (1564).
El 1564 fue nombrado obispo de Vic. En su paso por la diócesis implantó las normas conciliares tridentinas, e hizo imprimir un pequeño catecismo en catalán además el llamado Ordinari o manual per als curats(1568).
En 1569 fue nombrado diputado eclesiástico de la Diputación del General de Cataluña, cargo que ostentó hasta 1572. Durante su primer trienio de mandato, la institución mejoró la capacidad fiscal mediante un mayor control fronterizo sobre la lana y el ganado vivo. Se redujeron los fraudes en el pago del «derecho de la bolla» y se creó el cargo de abogado fiscal local en Perpiñán. La actividad política se centró en recuperar las relaciones con el Santo Oficio muy deterioradas en el trienio anterior y en recuperar la libertad de los consistoriales y asesores encarcelados por el lugarteniente. El gobierno de Benet de Tocco tuvo que enfrentarse a la concesión que el papa Pío V hizo al rey Felipe II por la que este recibía el diezmo de los frutos de la mejor casa de cada parroquia. Tanto los eclesiásticos como los varones se opusieron a la medida, ya que eran los receptores de la mayor parte de los diezmos afectados. En diciembre de 1571, el comisario papal publicó un interdicto para «alejar de sacramentos y del entierro en sagrado» a todos aquellos que se hubieran negado al pago.
En el último año como diputado eclesiástico, fue hecho obispo de Gerona, lugar desde donde impulsó la continuación de la obra de la catedral y dictó algunos decretos para suavizar las relaciones entre la ciudad y el cabildo catedralicio. El respeto y autoridad de su figura propiciaron que el rey Felipe I de Aragón y la Santa Sede lo nombraran visitador canónico de Montserrat para que calmara la recurrente tensión entre los monjes castellanos y los catalanes, en este tiempo fue elegido abad presidente del monasterio, cargo que conservó hasta la muerte.
En 1583 fue nombrado obispo de Lérida donde, pronto, convocó un sínodo pidiendo subsidios. Se le otorgaron a plazos, pero solo se le pagó el primero. Murió en Montserrat y fue sepultado allí mismo en un lujoso sepulcro.

| Predecesor: Francesc Giginta                    | Diputado eclesiástico de la Diputación del General de Cataluña 1569-1572 1.er mandato | Sucesor: Jaume Cerveró             |
| Predecesor: Pere Oliver de Boteller i de Riquer | Diputado eclesiástico de la Diputación del General de Cataluña 2º mandato 1578-1581   | Sucesor: Rafael d'Oms              |
| Predecesor: Diego de Lerma                      | Abad de Montserrat 1556-1559 1.er mandato                                             | Sucesor: Bartomeu Garriga          |
| Predecesor: Bartomeu Garriga                    | Abad de Montserrat 2º mandato 1562-1564                                               | Sucesor: Felipe de Santiago        |
| Predecesor: Aciscle Moya de Contreras           | Obispo de Vic 1564-1569                                                               | Sucesor: Juan Beltran de Guevara   |
| Predecesor: Pere Carles                         | Obispo de Gerona 1572-1583                                                            | Sucesor: Jaume Caçador i Claret    |
| Predecesor: Carlos Domenech                     | Obispo de Lérida 1583-1585                                                            | Sucesor: Gaspar Juan de la Figuera |